# Mikel Lasa Goikoetxea
Mikel Lasa Goikoetxea, (Legorreta, Guipúscoa, 9 de setembre de 1971) és un exfutbolista basc. Va ser conegut futbolísticament com a Lasa. Va jugar de defensa a la Reial Societat, Reial Madrid i Athletic Club al llarg de la dècada de 1990. Va ser internacional amb la selecció espanyola.

## Biografia
Mikel Lasa va néixer el 1971 en la petita localitat de Legorreta situada en l'interior de Guipúscoa. Va ser un jugador format en la pedrera de la Reial Societat de Futbol de Sant Sebastià. Va arribar al club quan era un juvenil i va passar pels diferents equips del mateix fins a arribar el 1988 al Sanse, l'equip filial de la Reial Societat que juga habitualment en la Segona divisió B. El seu pas pel filial va ser molt breu, aquella mateixa temporada va començar a entrenar amb la primera plantilla i va debutar finalment en la Primera divisió espanyola el 5 de març de 1989, quan comptava amb 17 anys i mig d'edat. Durant el tram final d'aquella temporada va ser un jugador de refresc molt utilitzat per John Benjamin Toshack.
Al principi Lasa jugava indistintament com migcampista o defensa, especialment en la banda esquerra, on destacava per la seva velocitat en la banda i el seu fort caràcter ofensiu. Lasa va romandre 3 campanyes en la Reial Societat on va acabar destacant i cridant l'atenció dels grans clubs. El 1991, convertit en un dels carrilers esquerres més prometedors del futbol espanyol i sense haver arribat a complir encara els 20 anys, el Reial Madrid va pagar per ell 280 milions de pessetes de l'època (gairebé 1,7 milions d'euros), que la Reial Societat utilitzaria per a fitxar als portuguesos Carlos Xavier i Oceano. Lasa duia ja 77 partits i havia marcat 2 gols en la Primera divisió amb la Reial Societat.
Al passar de la Reial Societat al Reial Madrid; Lasa va acusar la major competència entre jugadors i nivell que tenia el club blanc. Va ser endarrerit a la demarcació de lateral esquerre i va passar a adoptar un joc més defensiu. Durant el seu primer any va jugar bastant poc a causa del fet que Francisco Javier Pérez Villarroya ocupava aquest lloc com a titular i va aportar bastant poc al subcampionat que va assolir el seu equip en Lliga.
En l'estiu de 1992 va formar part de la selecció Olímpica Espanyola de futbol, que es va fer amb la Medalla d'or en els Jocs Olímpics de Barcelona 1992. Va ser un dels titulars en la final olímpica.
La temporada següent (1992-93) va ser una de les millors de Lasa a nivell personal. L'entrenador Benito Floro li va donar la seva confiança i la titularitat en el lateral esquerre del Reial Madrid. Lasa va raure a bon nivell tota la campanya. Al llarg d'aquella temporada va ser demanat en dues ocasions a jugar amb la selecció espanyola, debutant en categoria absoluta. Encara que el Reial Madrid va fallar en l'última jornada i va tornar a perdre la Lliga enfront del seu gran rival, el Futbol Club Barcelona, almenys es va dur el títol de Copa del Rei, primer títol obtingut per Lasa en la seva carrera. A més Lasa seria l'autor del segon gol del Reial Madrid en la final que els va enfrontar al Reial Saragossa (2-0) i que fins a la data és l'últim títol de Copa del Rei que han guanyat els madridistes.
La temporada següent (1993-94), Lasa tornaria a ser el titular en el lateral esquerre del Reial Madrid encara que la campanya seria molt més discreta, guanyant els blancs només la Supercopa d'Espanya i quedant quarts en la Lliga. La temporada 1994-95, amb Jorge Valdano com a entrenador, el Reial Madrid s'alçaria amb el títol de Lliga després de 5 anys. Lasa va jugar poc en el primer terç de Lliga, però la resta de la campanya va tornar a ser el principal home de la banda esquerra madridista. Aquella temporada va marcar Lasa potser el seu gol més recordat, un que li va endossar al porter Unzué, del Sevilla Futbol Club, des del seu propi camp.
A l'any següent, en una temporada que va resultar fallida per a l'equip, la seva aportació al mateix va ser baixant. Per fi, en la temporada 1996-97, que sota les ordres de Fabio Capello va tornar a resultar reeixida per als blancs amb altre títol de Lliga, les aparicions de Lasa van ser comptades. A causa de l'aplicació de la Llei Bosman va haver un desembarcament d'estrelles estrangeres en el Reial Madrid i entre elles es trobava un brasiler anomenat Roberto Carlos que va deixar a Lasa totalment fora de l'equip.
En les seves 6 temporades com madridista va jugar 139 partits en la Primera divisió i va marcar 3 gols. Va guanyar 2 títols de Lliga i 1 Copa del Rei.
El 1997 fitxa per l'Athletic Club de Bilbao que es reforça a consciència cara a la seva temporada "del Centenari". El pas de Lasa per l'Athletic de Bilbao, club al que va arribar a punt de complir els 26 anys, va ser molt discret. Arribat des d'un club gran i com reforç important de la formació, la millor temporada que va tenir amb els lleons va ser la primera (1997-98) en la qual tot i no arribar a ser titular, la seva aportació a l'equip va ser rellevant i va contribuir al subcampionat de Lliga de l'Athletic, que li va valdre la classificació per a la Lliga de Campions.
En les tres temporades restants, no obstant això, va jugar molt poc, 23 partits de Lliga en total, i la seva aportació a l'equip va ser de poca importància. En total va estar 4 temporades en l'Athletic, va jugar 51 partits i va marcar 1 gol.
Després de finalitzar el seu contracte amb l'Athletic Club de Bilbao, Lasa va fitxar el 2001 per dos anys amb el Reial Múrcia CF de Segona divisió. En la seva segona temporada (2003) va assolir l'ascens a Primera divisió amb els pimentoners, però no va renovar contracte amb aquests i va fitxar per l'altre equip de la ciutat, el Ciutat de Múrcia que acabava d'ascendir eixatemporada a la Segona divisió per primera vegada en la seva història.
Després d'una temporada amb aquest equip que es va saldar amb salvar la categoria, Lasa va penjar les botes el 2004 a punt de complir els 33 anys.

### Selecció
Ha estat internacional amb la selecció espanyola en 2 ocasions. No va marcar cap gol. Va debutar en Sevilla el 24 de febrer de 1993 en l'Espanya 5-0 Lituània. Va jugar el seu segon i darrer partit com a internacional a Lituània tres mesos després. Ambdós eren partits de la classificació de la Copa Mundial de Futbol de 1994.

## Entrenador
Des de 2014 és entrenador de la selecció AFE-España dirigida per Mikel Lasa Goikoetxea.

## Clubs
| Club                    | Any       |
| ----------------------- | --------- |
| San Sebastián CF        | 1988-1989 |
| Reial Societat          | 1989-1991 |
| Reial Madrid            | 1991-1997 |
| Athletic Club de Bilbao | 1997-2001 |
| Reial Múrcia CF         | 2001-2003 |
| Ciudad de Murcia        | 2003-2004 |

## Palmarès
| Títol               | Club         | Any  |
| ------------------- | ------------ | ---- |
| Copa del Rei        | Reial Madrid | 1993 |
| Supercopa d'Espanya | Reial Madrid | 1993 |
| Copa Iberoamericana | Reial Madrid | 1994 |
| Lliga               | Reial Madrid | 1995 |
| Lliga               | Reial Madrid | 1997 |